# Drago Dolinšek
Drago Dolinšek, slovenski ekonomist in gospodarstvenik, * 26. marec 1920, Banjaluka, Vrbaška oblast, Kraljevina SHS, † 2010.

## Življenjepis
Dolinšek je leta 1949 diplomiral na zagrebški Ekonomski fakulteti ter 1963 končal podiplomski študij  iz zunanje trgovine na Ekonomski fakulteti v Ljubljani. Bil je direktor Delamarisa v Izoli (1955 - 1959), Save v Kranju (1959 - 1963), republiški sekretar za industrijo (1963 - 1965), predsednik Gospodarske zbornice Slovenije (1965 - 1966), direktor predstavništva Gospodarske zbornice Jugoslavije v Parizu (1967 - 1972) in Maroku (1975 - 1980).